# Кен Сколс
Кен Сколс (на английски: Ken Scholes) е американски писател на бестселъри в жанра научна фантастика и фентъзи.

## Биография и творчество
Кен Сколс е роден на 13 януари 1968 г. във Вашингтон, САЩ. Израства в каравана в дърводобивно селище в подножието на планината Рейниър. От малък се увлича по научната фантастика и фентъзи. На 14 години започва да пише разкази и е поощрен от учителя си по английски език да участва в писателски срещи и конференции, където среща Кърт Вонегът и Мая Анджелоу.
Завършва с бакалавърска степен история в Западния Вашингтонски университет.
Първият му разказ е публикуван през 2000 г. С разказа си „Blank Where Life is Hurled“ печели награда „Фючър“ в конкурс през 2005 г.
Първият му фентъзи роман „Ридание“ от поредицата „Псалмите на Исаак“ е издаден през 2009 г. Романът става бестселър №1 и го прави известен.
Той е чест участник, водещ и преподавател в различни конвенции и семинари.
Освен писател е и музикант, автор на около 60 песни.
Кен Сколс живее със семейството си в Сейнт Хелънс.

## Произведения

### Самостоятелни романи
- Last Flight of the Goddess (2006)

### Серия „Псалмите на Исаак“ (Psalms of Isaak)
1. Lamentation (2009)
Ридание, изд.: ИК „Бард“, София (2012), прев. Красимир Вълков
2. Canticle (2009)
Песнопение, изд.: ИК „Бард“, София (2013), прев. Красимир Вълков
3. Antiphon (2010)
4. Requiem (2013)
5. Hymn (?)

A Weeping Czar Beholds the Fallen Moon (2010)

### Участие в общи серии с други писатели

#### Серия „МЕТАтрополис“ (METAtropolis)
- Cascadia (2010) – с Елизабет Беър, Тобиас Бускел, Мери Ковал, Джей Лейк и Карл Шрьодер
- Green Space (2013) – с Елизабет Беър, Тобиас Бускел, Мери Ковал, Джей Лейк, Шийнън Макгуайър и Карл Шрьодер
- Rock of Ages & Let Me Hide Myself in Thee (2014) – с Джей Лейк
- The Wings We Dare Aspire (2014) – с Джей Лейк

от серията има още 6 романа от различни автори
Новели
- Chapter 15.5 (2010) – с Лайза Десрочес
- Making My Entrance Again With My Usual Flair (2011)
- If Dragon's Mass Eve Be Cold And Clear (2012)
- Looking for Truth in a Wild Blue Yonder (2014) – с Джей Лейк
- The Starship Mechanic (2014) – с Джей Лейк

### Сборници
- Long Walks, Last Flights (2008)
- Diving Mimes, Weeping Czars and Other Unsusual Suspects (2010)
- Two Stories (2011) – с Джей Лейк
- Diving Mimes and Weeping Czars and Other Unusual Suspects (2011)
- East of Eden and Just a Bit South (2013)
- One Small Step (2013)
- Blue Yonders, Grateful Pies and Other Fanciful Feasts (2015)

### Поезия
- The Cowardly Lion's Slipper Wish (2006)